# توماسو فارابگولی
توماسو فارابگولی (انگلیسی: Tommaso Farabegoli؛ زادهٔ ۲۶ مارس ۱۹۹۹) بازیکن فوتبال است.
از باشگاه‌هایی که در آن بازی کرده‌است می‌توان به باشگاه فوتبال سمپدوریا اشاره کرد.